# Уязд (Томашовський повіт)
Уязд (пол. Ujazd) — місто в Польщі, у гміні Уязд Томашовського повіту Лодзинського воєводства.
Населення — 1717 осіб (2011).
1 січня 2023 року набуло статусу міста.
У 1975-1998 роках село належало до Пйотрковського воєводства.

## Демографія
Демографічна структура станом на 31 березня 2011 року:
|          | Загалом | Допрацездатний вік | Працездатний вік | Постпрацездатний вік |
| -------- | ------- | ------------------ | ---------------- | -------------------- |
| Чоловіки | 824     | 147                | 587              | 90                   |
| Жінки    | 893     | 166                | 531              | 196                  |
| Разом    | 1717    | 313                | 1118             | 286                  |